# Championnat de France de football (FSAF)
Pour les articles homonymes, voir Championnat de France de football (homonymie).
Le Championnat de France de football FSAF est une compétition française de football disputée chaque année entre 1897 et 1914 puis, après la Grande Guerre, au moins jusqu'en 1924. Il s'agit d'un championnat professionnel organisé par la Fédération des sociétés athlétiques de France (FSAF). Cette dernière prend le nom de Fédération des sociétés athlétiques professionnelles de France (FSAPF) à partir de 1906, cette modification marque la fin de la guerre ouverte menée contre l'USFSA, qui délègue officiellement la gestion du sport professionnel en France à la FSAPF. 
La fédération est à nouveau nommée FSAF après-guerre. 

## Historique
Un premier Championnat de France réservé aux amateurs est créé par l'Union des sociétés françaises de sports athlétiques (USFSA) en 1894. L'USFSA est une fédération omnisports fondée en 1887 ayant vocation à gérer l'ensemble du sport français. Cette fédération s'oppose au professionnalisme en raison notamment des transferts et des paris que génèrent la professionnalisation du football en Angleterre dès 1885.
Un championnat de France de football professionnel est alors créé par la FSAF, en dehors de l'USFSA. Ce championnat est dénigré par les dirigeants du sport français mais connait toutefois un remarquable succès populaire à Paris et bénéficie d'une couverture importante dans la presse. Organisé en championnats régionaux (Paris avec 3 séries, Nord, Sud-Est et Sud-Ouest), les vainqueurs se retrouvent pour se disputer le titre de Champion de France. 
Malgré sa dénomination de  "professionnelle", les joueurs de cette fédération ne vivaient pas du football et n'en faisaient pas leur profession : ils recevaient par contre quelques primes modestes (parfois en nature), ce qui était interdit dans les autres fédérations et différenciait la FSAF.
La FSAF gérait d'autres compétitions comme le Challenge Henri Jaeggé, le Challenge Compan, la Coupe Juniors (pour les jeunes équipes nouvellement constituées) , la Coupe Anthoine (organisée par l'UA Batignollaise) ou encore le Challenge Klein (organisé par l'AS Lilloise). En 1904, 77 équipes ont participé aux différentes épreuves gérées par la FSAF.
En 1905, Le droit d'engagement pour le championnat de Paris de 1ère Série était de 25 francs. Le vainqueur recevait 500 francs, un diplôme et le titre de champion de Paris. Le second recevait 200 francs et le troisième 100 francs.
En 2ème Série de Paris, l'engagement était de 15 francs. Le vainqueur recevait 100 francs et un diplôme. Le second recevait 60 francs et le troisième 20 francs.
En 3ème Série de Paris, l'engagement était de 10 francs. Le vainqueur recevait 60 francs et un diplôme. Le second recevait 40 francs et le troisième 20 francs.

## Palmarès

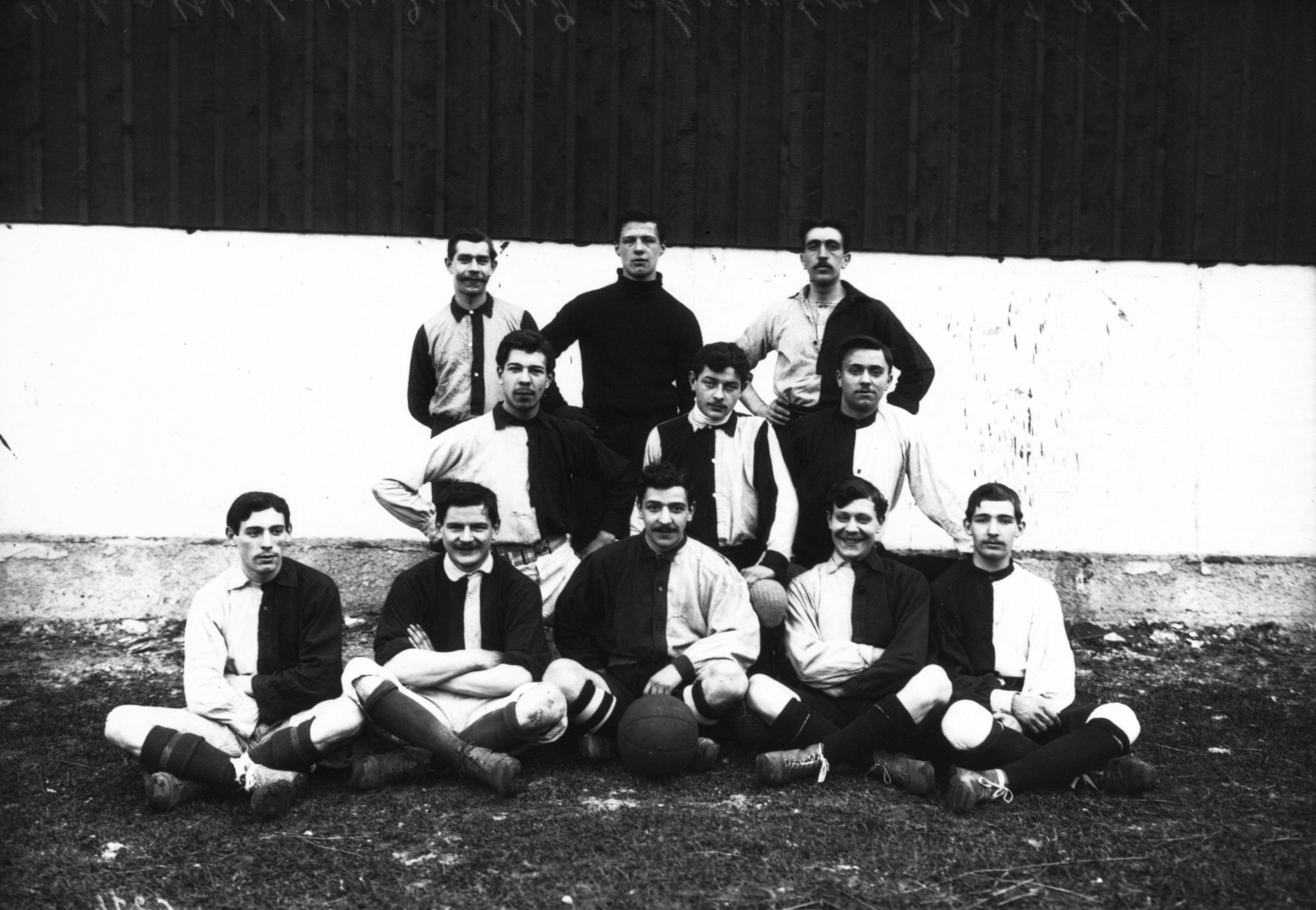
Le Club Athlétique du Sud en 1907

| Édition | Vainqueur                                                                                 | Finaliste                | Score      | Lieu             |
| ------- | ----------------------------------------------------------------------------------------- | ------------------------ | ---------- | ---------------- |
| 1897    | Union des Sports de France                                                                |                          |            |                  |
| 1898    | Union des Sports de France (2)                                                            |                          |            |                  |
| 1899    | Union des Sports de France (3)                                                            |                          |            |                  |
| 1900    | Club Athlétique Parisien                                                                  |                          |            |                  |
| 1901    | Club Athlétique Parisien (2)                                                              |                          |            |                  |
| 1902    | Union Athlétique Batignollaise                                                            |                          |            |                  |
| 1903    | Union Athlétique Batignollaise (2)                                                        |                          |            |                  |
| 1904    | Union Athlétique Batignollaise (3)                                                        |                          |            |                  |
| 1905    | Union Athlétique Batignollaise (4)                                                        |                          |            |                  |
| 1906    | Club Athlétique du Sud                                                                    |                          |            |                  |
| 1907    | Club Athlétique du Sud (2)                                                                | FC Paris                 | 2-0        | Levallois-Perret |
| 1908    | Jeunesse athlétique de Saint-Ouen                                                         |                          |            | Roubaix          |
| 1909,   | Jeunesse athlétique de Saint-Ouen (2)                                                     | FC des Sports de Roubaix |            | Saint-Ouen       |
| 1910    |                                                                                           |                          |            |                  |
| 1911    |                                                                                           |                          |            |                  |
| 1912    |                                                                                           |                          |            |                  |
| 1913    |                                                                                           |                          |            |                  |
| 1914,   | Union Athlétique du XIVe                                                                  | UA Dionysienne           | 3-2 ou 4-1 | Saint-Ouen       |
| 1922    | Championnat de France (19 mars 1922, à Aubervilliers) : UA Bordelaise-AC Fiersois : 13-0  |                          |            |                  |
| 1924    | Demi-finales (13 avril 1924) : UA Bordelaise-AS Montreuilloise JS Lilloise-CA de la Marne |                          |            | Montreuil        |